# Aérodrome de Keibane
L'aéroport de Keibane est un aéroport desservant Nara, dans la région de Nara. au Mali. L'aéroport est situé à deux kilomètres au sud de la ville.